# Brangas
Brangas is een geslacht van vlinders van de familie Lycaenidae, uit de onderfamilie Theclinae.

## Soorten
- B. caranus (Stoll, 1780)
- B. carthaea (Hewitson, 1868)
- B. coccineifrons (Godman & Salvin, 1887)
- B. dydimaon (Cramer, 1777)
- B. felderi (Goodson, 1945)
- B. getus (Fabricius, 1787)
- B. neora (Hewitson, 1869)
- B. rita (Goodson, 1945)
- B. silumena (Hewitson, 1867)
- B. teucria (Hewitson, 1868)
- B. torfrida (Hewitson, 1867)